# ヘーリング・ブロイウェル反射
ヘーリング・ブロイウェル反射（ヘーリング・ブロイウェルはんしゃ、Hering-Breuer reflex、肺伸展反射、肺伸展受容器反射、肺・迷走神経反射）とは、外呼吸に関する反射のひとつ。エヴァルト・ヘリングとヨーゼフ・ブロイアーにより発見された。ヘーリング・ブロイヤー反射ともいう。1回換気量の空気が肺に吸入されると肺が膨張する。そうすると、気管支平滑筋にある伸展受容器が興奮し、迷走神経を介して延髄背側にある吸息ニューロンを抑制するニューロンを興奮させる。その結果、吸気筋群の弛緩がおこり、呼気が起こる。この反射をヘーリング・ブロイウェル反射といい、肺の過度の膨張を防ぎ、また呼吸リズムの発生に役立っている。